# Els degenerats
Els degenerats és una escultura monocromàtica realitzada per Carles Mani i Roig, la qual li donà fama. La versió definitiva, de format natural, es va perdre, i actualment se'n conserven dos esbossos en guix que es troben a la casa Museu Gaudí de Barcelona, i al MNAC.
Va presentar aquesta obra a la V Exposició Internacional de Barcelona i rebé en aquell moment el nom alternatiu d'Embrutiment.

## Context
L'escultura catalana s'inspirava molt en Rodin, que renovà el llenguatge escultòric. A més, estant a París, Mani va visitar les exposicions de Rodin, i queda fascinat amb la seva obra.
Aquest fet marca un referent en la seva futura obra. Mani comença l'obra a Madrid el 1901. Evoca l'estada tan depriment a París entre 1894 i 1895 amb el seu company Pere Ferran, on ambdós varen tenir seriosos problemes econòmics, arribant a la plena misèria.
El 1906 s'estableix a Barcelona, on reprèn Els degenerats, que presenta posteriorment a l'Exposició de Barcelona el 1907.

## Descripció
Aquest grup escultòric presenta dos homes nus i deformats, amb les extremitats contrafetes. Les figures estan exageradament inclinades. Els braços i cames torts, llargs i inútils, més enllà de tota funcionalitat o sentit. Els cossos busquen la terra, el sepulcre. Els personatges es troben destruïts, de formes expressionistes. El caràcter tan angulós dels homes parla d'una certa tendència precubista. És una obra esbossada, fruit de la ràpida realització de Mani, en què manifesta uns sentiments interns que arriben a transmetre aquell malestar i angúnia del seu propi estat d'ànim. Denuncia l'embrutiment sobre l'ésser humà, assumeix el mal universal, la vergonya, la derrota.
Quant a influències, es parla de Gorki i del naturalisme per l'interès que presenta en el tema de la degeneració. L'home abatut de Lehmbruck té aquest aire de desesperació que Mani dona a les seves figures, però Lembruck mai no va veure el grup escultòric de Mani.

## Simbologia
La genialitat d'aquest grup escultòric ens parla del sofriment i la indignitat humana. Tracta el tema del deshonor. Mani assumeix el dolor universal, la vergonya.
És el final del drama infrahumà, el final d'un gènere que s'ha superat a si mateix (com Nietzsche propugnava). És indubtable la genialitat d'aquest grup escultòric o el seu dolor metafísic, el seu parlar en nom del sofriment i de la indignitat humans, ens semblen avui evidents.
Mani va tenir el desig de col·locar aquesta obra en el desert i amb les proporcions de l'esfinx de Guiza.

## L'exposició
El 1907 va exposar la seva obra magna a la V Exposició Internacional d'Art de Barcelona, on a més s'exposaven obres cèlebres d'artistes impressionistes. L'exposició va ser una edició molt destacada i valorada.
Alguns van ser molt durs amb Mani, com per exemple el crític Francesc Casanovas, que seguia una línia conservadora. Per contra, a Esteve Batlle, li va agradar bastant el grup escultòric.
El crític del Noticiero Universal també va confirmar que Els degenerats va causar molta impressió.
Leopold Negré elogià l'obra dient que es tractava d'una obra de molt de relleu dins d'una senzillesa en extrem impregnada d'amarga veritat.
Fos com fos, l'obra era massa sorprenent com per a passar desapercebuda.